# Santa Ana (Colombia)
Santa Ana è un comune della Colombia facente parte del dipartimento di Magdalena.
Il centro abitato venne fondato da Fernando de Mier y Guerra nel 1750.